# Ammonium-Ylide

Generelle Struktur eines Ammonium-Ylids

Ammonium-Ylide sind eine Untergruppe der Stickstoff-Ylide (N-Ylide).  Es handelt sich um innere Salze mit Kohlenstoff als Anion und einer Ammoniumgruppe als Kation (also ein Zwitterion). Unter anderem aufgrund der besseren Eigenschaften als Fluchtgruppe reagieren sie im Vergleich mit ihren schwereren Homologen der Phosphor-Ylide teilweise deutlich unterschiedlich.

## Herstellung
Die Deprotonierung eines quartären Ammoniumsalzes (z. B. Tetramethylammoniumchlorid 1)  in α-Position mit starken Basen wie n-Butyllithium oder Phenyllithium liefert das N-Ylid 2:
Analog können Ammonium-Ylide auch durch die Desilylierung von α-Silylammoniumsalzen synthetisiert werden. Eine weitere Möglichkeit der Darstellung ist die Umsetzung von Carbenen mit tertiären Aminen. Häufig verlaufen diese Reaktionen kupfer- oder rhodiumkatalysiert.

## Verwendung
Ammonium-Ylide können als Reagenzien in der Stevens-Umlagerung eingesetzt werden beziehungsweise treten dort als Intermediate auf.